# 42 («Доктор Хто»)
42 (англ. 42) — сьомий епізод третього сезону поновленого британського науково-фантастичного телесеріалу «Доктор Хто». Уперше транслювався на телеканалі BBC One 19 травня 2007 року. Є першим епізодом, який написаний майбутнім шоуранером телесеріалу Крісом Чібноллом.
В епізоді вантажний космічний корабель SS Pentallian рухається в напрямку зіткнення із зіркою. TARDIS недоступна для Доктора. У нього є лише 42 хвилини, щоб урятувати себе, Марту та команду корабля. Задача ускладнюється через те, що на кораблі існує щось, що перетворює людей на попіл.
Згідно з оцінками, епізод переглянуло 7,41 мільйона глядачів у Великій Британії. Епізод став третьою найбільш популярною телепрограмою, що не належала до жанру мильної опери, на британському телебаченні за тиждень.